# Andreas Filōtas
Andreas Filōtas (in greco: Ανδρέας Φιλώτας; 28 gennaio 1941) è un ex calciatore cipriota, di ruolo portiere.

## Carriera
Ha giocato due partite per la nazionale cipriota nel 1969.